# Баратов Борис Федорович
Борис Федорович Баратов (рос. Борис Фёдорович Баратов, нар. 1842, Чернігівська губернія — пом. 1905, село Неділище Барашівської волості Житомирського повіту Волинської губернії) — князь, полковник російської імператорської армії, учасник російсько-турецької війни 1877—1878 рр..

## Біографія
Народився в 1842 році в Чернігівській губернії. Батьком його був Баратов Федір, князь, поручик. Мати його — Баратова Любов Яківлівна. В цій родині були його брати:
- Григорій 1840 р.н., князь.
- Сергій 1848 р.н., князь.

Його дружиною була Марія Антонівна Баратова (1845 р. — 1914 р.) Похована при церкві Св. Трійці села Неділище. Його діти від цього шлюбу:
- Донька Ольга Борисівна Баратова (1869 р. — 1928 р.);
- донька Людмила Борисівна Баратова (1871 р.н.).

Родина Баратових переїхала жити на Волинь в село Неділище Барашівської волості Житомирського повіту після виходу в запас Бориса Федоровича. Такий вибір постійного місця проживання можливо зроблено через знайомство під час військової служби з підпоручиком Михайлом Аполлоновичем Уваровим (1846 р — 08.09.1871 р.), батько якого Уваров А. І. володів Емільчинським ключем (див. «Ємільчине»).
Родина Баратових в слободі Верби на хуторі Рудокопи мала власний фільварок, управителем якого був Лаврен з Неділищ. Крім того там же була артіль по видобутку болотної залізної руди, яку здавали на чавунний завод в селі Симони.
За власні кошти в Неділищах Баратови побудували церкву Св. Трійці, яку в 30-і роки XX століття знищили більшовики.
Помер Баратов Б. Ф. у 1905 році і похований на території церкви Св. Трійці в Неділищах.
Після смерті князя Баратова його дружина княгиня Марія Антонівна володіла у Неділищах та слободі Царів Борок землею 170 десятин.
Старша донька Ольга в 1896 році виходить заміж за полковника 132-го Бендерського полку Гавликовського М. М. (10.12.1859р — 23.11.1908 р.), учасника російсько-турецької війни 1877—1878 рр.. Від цього шлюбу народились син Михайло і донька Марія, яка вийшла заміж за інженера-гідролога Анатолія Сергійовича Ричкалова. Родина Гавликовських похована на Лук'янівському кладовищі м. Києва.
В 1913 році в церкві Св. Трійці с. Неділищ сповідалася княгиня-полковниця Марія Антонівна Баратова, 68 років та її донька Людмила Борисівна, 42 років.